# Frühe Neuzeit
Die Begriffe Frühe Neuzeit, Frühneuzeit, Frühmoderne oder Neuere Geschichte bezeichnen in der Geschichte Europas üblicherweise das Zeitalter zwischen dem Spätmittelalter (Mitte 13. Jahrhundert bis Ende 15. Jahrhundert) und dem Übergang zur Moderne um das Jahr 1800.
Wie bei allen Periodisierungen in der Geschichtswissenschaft lassen sich keine exakt datierbaren Epochengrenzen ziehen. In geisteswissenschaftlicher Hinsicht gelten das neue Menschenbild des Humanismus und die von ihm geprägte Renaissance, die als Wiedergeburt der Antike verstanden wurde, sowie die Entwicklung des modernen Buchdrucks durch Johannes Gutenberg und der Beginn der Reformation 1517 als Beginn der Zeitenwende zwischen Mittelalter und Neuzeit. Machtpolitisch markante Zäsuren waren die Eroberung Konstantinopels 1453, die „Entdeckung“ Amerikas durch Christoph Kolumbus im Jahr 1492, das Ende der Reconquista im selben Jahr, der Beginn der Italienischen Kriege 1494 und im Heiligen Römischen Reich die Reichsreform von 1495.
Das Ende der Frühen Neuzeit wird weitgehend übereinstimmend mit der Französischen Revolution (1789–1799) angesetzt, die zugleich das Zeitalter der Aufklärung abschließt. Das Ancien Régime brach nach 1789 zunächst in Frankreich und infolge der Revolutionskriege in fast ganz Europa zusammen. Mit der Auflösung des Heiligen Römischen Reiches auf Druck Napoleons 1806 endete die Frühe Neuzeit im deutschen Sprachraum. Auf sie folgte die Moderne, die Epoche der Neuzeit, die bis in die Gegenwart andauert.

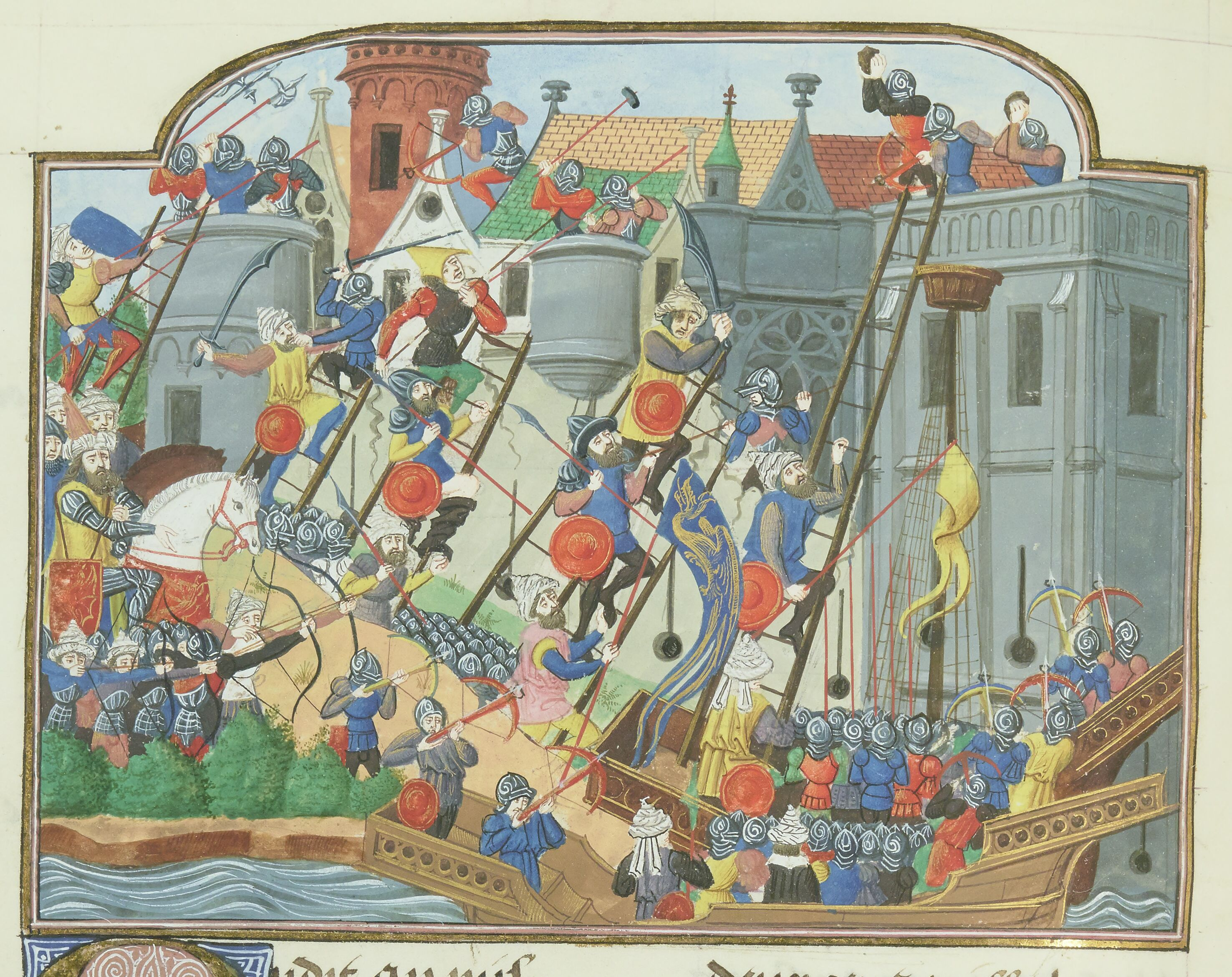
Die Eroberung Konstantinopels durch die Osmanen 1453 bedeutete das Ende des Byzantinischen Reichs und gilt als historischer Wendepunkt.

## Das Problem der Epocheneinteilung

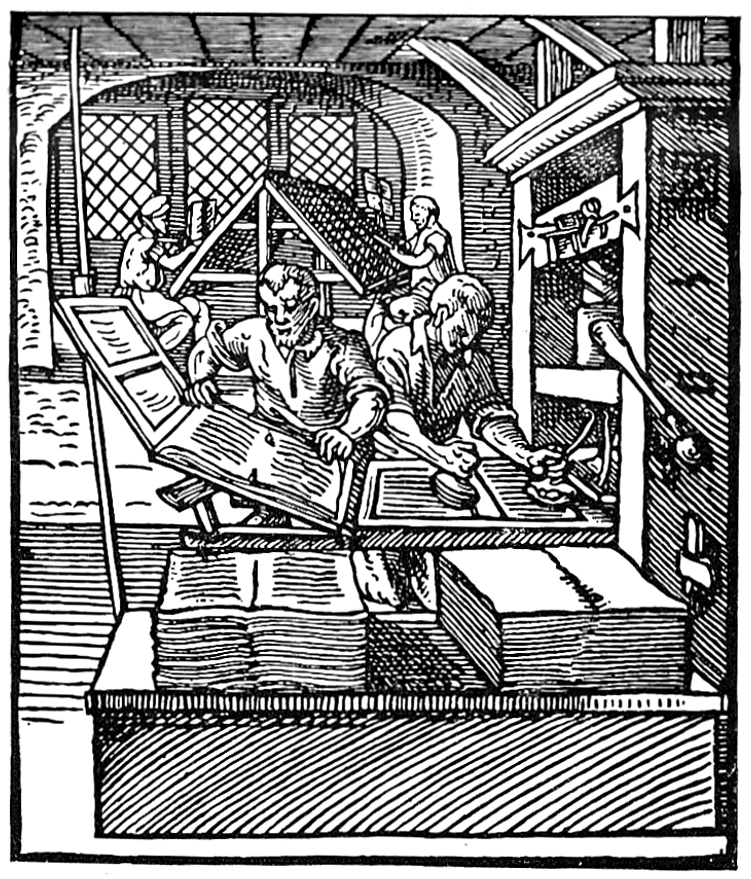
Die Erfindung des Buchdruckes mit beweglichen Lettern durch Johannes Gutenberg revolutionierte die Kommunikation

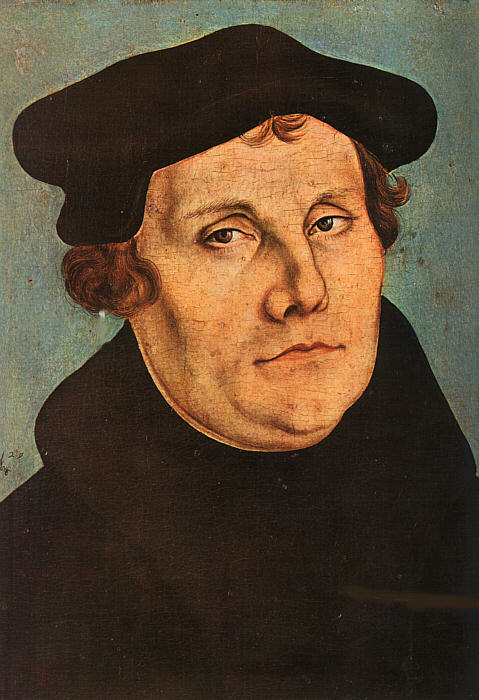
Martin Luther als treibende Kraft der Reformation

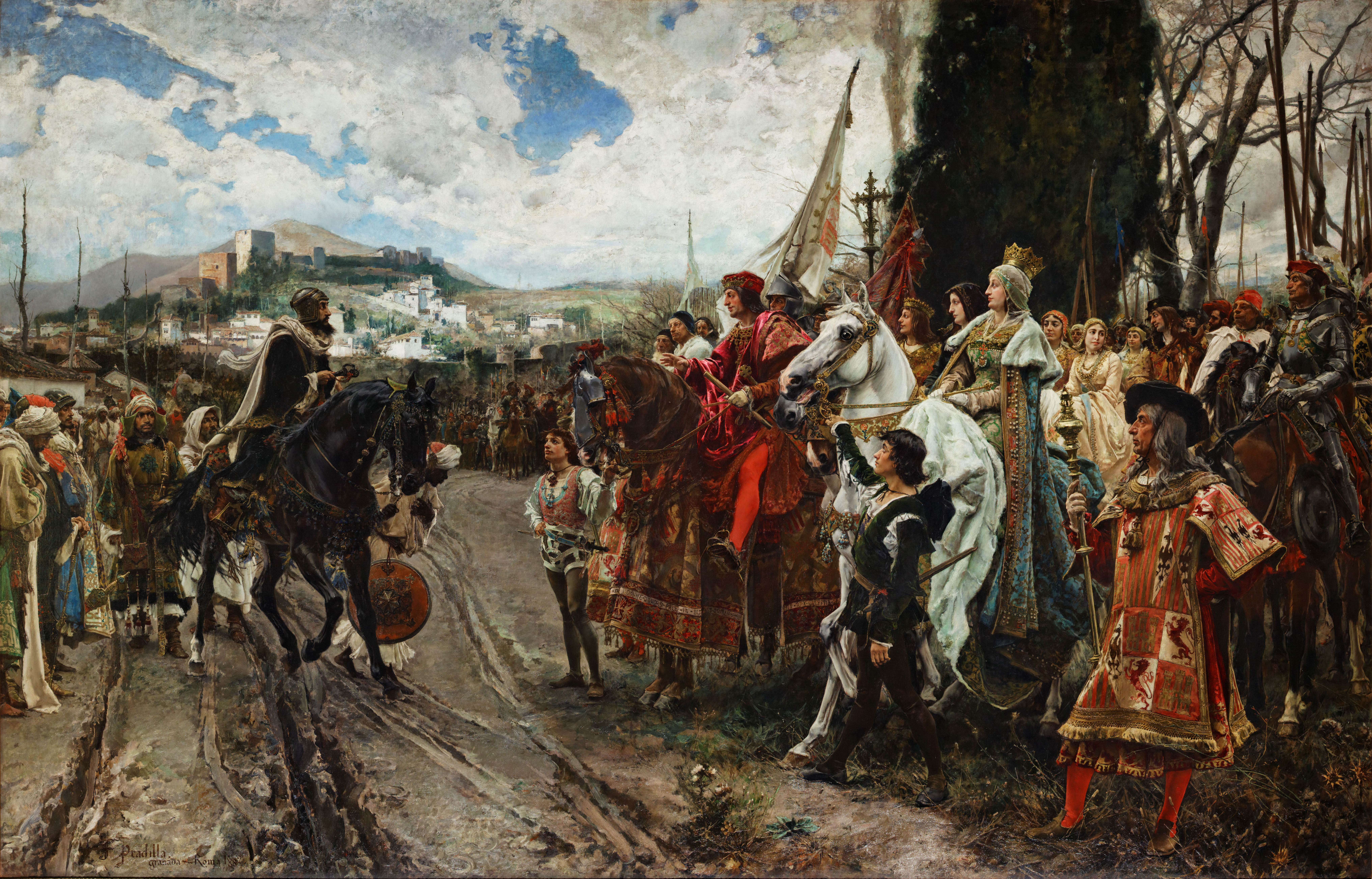
Die Rückeroberung Granadas beendet die Reconquista. Hier das Historiengemälde Die Übergabe von Granada von Francisco Pradilla y Ortiz 1882

Jede Periodisierung in der Geschichtswissenschaft ist eine Setzung anhand bestimmter Kriterien mit dem Ziel, das Forschungsfeld zu systematisieren und einen Forschungsgegenstand einzugrenzen und zu klassifizieren. Dadurch ist nur eine Annäherung an die historische Wirklichkeit möglich und es wird eine historische Wirklichkeit im wissenschaftlichen Sinne überhaupt erst konstituiert. Auch die Übergänge vom Mittelalter zur Frühen Neuzeit einerseits und von dieser zur Moderne andererseits lassen sich daher nicht an einzelnen Jahreszahlen festmachen. Jahreszahlen und bestimmte Ereignisse sind vielmehr nur Markierungen zur Orientierung. Die Epochengrenzen sind fließend und variieren je nachdem, ob beispielsweise eher politische oder sozialgeschichtliche Fragen im Vordergrund stehen sowie welche Regionen und Länder im Blick sind. Viele historische Entwicklungslinien sind überdies von langer Dauer und können auch einer bestimmten Periodisierung widersprechen.

### Beginn der Frühen Neuzeit
Der geistig-kulturelle Aufbruch der Renaissance und des Humanismus, die Entdeckungsfahrten der Portugiesen und Spanier, mit denen Anfang des 15. Jahrhunderts die Europäische Expansion einsetzte, sowie die Reformation, die nach 1517 die mittelalterliche Einheit der (West-)Kirche zerstörte – diese drei miteinander zusammenhängenden Entwicklungen markieren in der europäischen Geschichtswissenschaft für gewöhnlich den Beginn der Frühen Neuzeit.
Im Allgemeinen gelten Renaissance (Wiederentdeckung der Antike) und Humanismus als Anfang einer Zeitenwende. Mit ihr verbreitete sich ein neues Menschenbild in Europa, in dessen Mittelpunkt das selbstbestimmte Individuum und seine Fähigkeiten standen. In Philosophie, Literatur, Malerei, Bildhauerei, Baukunst und allen anderen kulturellen Bereichen orientierten sich die Menschen wieder an den Formen und Inhalten der Antike. Am frühesten lässt sich diese Entwicklung in Italien feststellen, wo sie bereits im 14. Jahrhundert einsetzte, im 15. Jahrhundert in Florenz zu einer ersten kulturellen Hochblüte gelangte und von wo aus sie sich bis zum Beginn des 16. Jahrhunderts in ganz Europa verbreitete. Seine Vorreiterrolle verdankte Italien nicht zuletzt der Aufnahme einer großen Zahl griechischer Gelehrter aus Konstantinopel, das 1453 von den Osmanen erobert worden war. Diese Gelehrten brachten längst verschollen geglaubtes Bildungsgut der Antike mit ins Abendland. Zur gleichen Zeit erfuhr die Verbreitung von Wissen eine ungeheure Beschleunigung durch Johannes Gutenbergs Erfindung des Buchdrucks mit beweglichen Lettern. Damit wurde eine Wissensakkumulation möglich, die besonders in den Städten zur Entfaltung kam. In den Städten, so vor allem in den großen Reichs- und Hansestädten, waren auch differenzierte Rechts- und Organisationsformen entwickelt worden, die eine große zivilisatorische Wirkung hatten.
Die Erfindung des Buchdrucks wiederum verhalf einem Ereignis zum Durchbruch, das insbesondere in Deutschland mit dem Ende des Mittelalters und dem Beginn der Neuzeit gleichgesetzt wird: der Reformation. Martin Luther gründete seine 95 Thesen, die er 1517 veröffentlichte, auf ein genaues Quellenstudium der Heiligen Schrift in Griechisch und Hebräisch, also auf Kenntnissen, die auf den Vorarbeiten der Humanisten des vorherigen Jahrhunderts beruhten. 
Luther verteidigte seine Thesen 1521 auf dem Wormser Reichstag vor Kaiser Karl V., der ein Reich regierte, „in dem die Sonne nicht unterging“. Denn zu diesem Reich gehörten auch die spanischen Besitzungen in der Neuen Welt, die Christoph Kolumbus 1492 entdeckt hatte, im selben Jahr, in dem mit der Eroberung Granadas die Reconquista zu Ende gegangen war. Der erste Anstoß zum Zeitalter der Entdeckungen war aus Portugal gekommen: Im Auftrag des Prinzen Heinrichs des Seefahrers wurden seit 1415 Expeditionen ausgesandt, um einen Seeweg nach Indien zu finden (Indienhandel). Dies gelang Vasco da Gama 1498. Die Entdeckungen der Portugiesen und der Spanier veränderten und erweiterten das Weltbild des mittelalterlichen Menschen und hatten auch die Europäische Expansion über die gesamte Erde zur Folge.

### Ende der Frühen Neuzeit
Das Ende der Epoche und der Beginn der Moderne wird in der Geschichtswissenschaft weitgehend übereinstimmend mit der Französischen Revolution ab 1789 angesetzt. Die Französische Revolution war eine Folge der Aufklärung, die schon die Amerikanische Revolution von 1776 getragen hatte. Aufgrund der Ereignisse von 1789 brach das Ancien Régime zunächst in Frankreich und infolge der Revolutionskriege fast in ganz Europa zusammen. In Deutschland kam das vor allem durch die Auflösung des Heiligen Römischen Reiches im Jahr 1806 zum Ausdruck. Trotz der Restauration der alten Regime nach der Niederlage Napoleon Bonapartes 1814/15 hatte sich Europa politisch grundlegend gewandelt. Der Historiker Reinhart Koselleck geht davon aus, dass darüber hinausgehend noch weitere Veränderungsprozesse von ungefähr 1750 bis 1850/70 stattfanden. Für diese Übergangszeit von der Frühen Neuzeit zur Moderne prägt er den Begriff der Sattelzeit.

### Epochen innerhalb der Frühen Neuzeit
Christoph Cellarius (1638–1707) benutzte erstmals als Historiograph den Begriff der „Neuzeit“ zur Einteilung der Universalhistorie. Gerhard Oestreich gilt als einer der Mitschöpfer der „Frühen Neuzeit“ als eigener Fachdisziplin innerhalb der Geschichtswissenschaft. Im Allgemeinen wird der Epochenbegriff mit dem Auftreten des Humanismus einerseits und dem Ende des Ancien Régime verortet.
Je nach Betrachtungsweise kann die Frühe Neuzeit wiederum in folgende Zeitabschnitte unterteilt werden:
- Anbruch der Renaissance (ca. 1350–1450) (häufig noch zum Spätmittelalter gerechnet)
- Zeitalter der Entdeckungen (1415–1531)
- Zeitalter der Reformation und der Glaubensspaltung (1517–1648) (Konfessionalisierung)
- Zeit des Barocks („Absolutismus“) und der Aufklärung (ca. 1650–1789)
- Ende des Ancien Régime oder Beginn der Französischen Revolution (1789–1815)

In der angelsächsischen Wissenschaftsterminologie spricht man hingegen von der „Early Modern History“ oder in Bezug auf Europa vom „Early modern Europe“ und beschreibt damit zumeist eine Zeitspanne vom 15. Jahrhundert bis zum späten 18. Jahrhundert. Diesem Periodisierungskonzept liegt die Vorstellung zugrunde, dass der Zeitraum „zwischen Reformation und französischer Revolution“ als eine Epoche der kulturellen Transformation begriffen werden kann, der aufgrund spezifischer Strukturen und Prozesse sowohl vom Mittelalter als auch von der Moderne abgrenzbar sei.

## Erscheinungsformen

### Politik

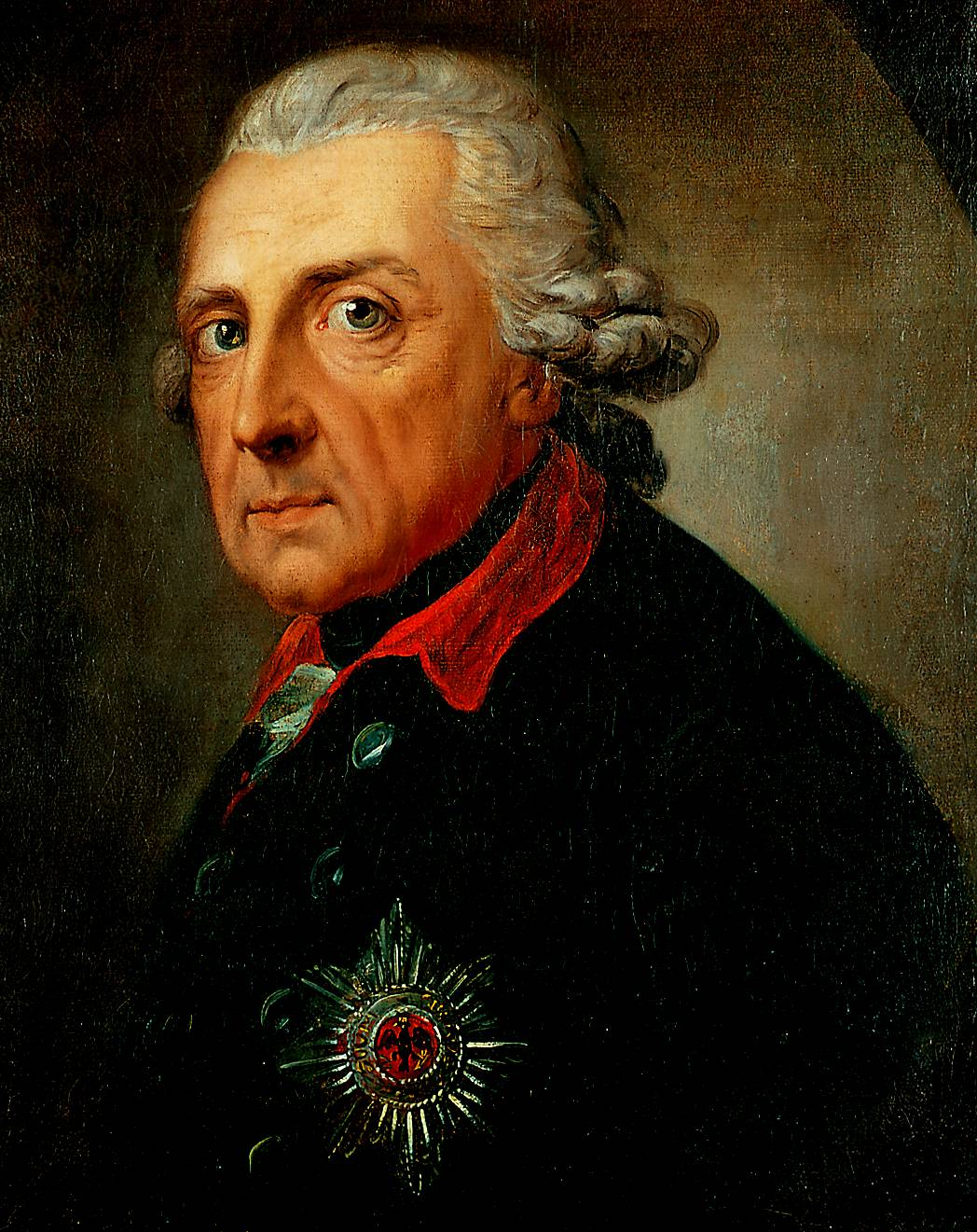
Friedrich II. von Preußen als Vertreter des „aufgeklärten Absolutismus“

In politischer Hinsicht wirkt die Auseinandersetzung zwischen Protestantismus und Katholizismus für die Frühe Neuzeit prägend, die in den Dreißigjährigen Krieg mündet. Die Konfessionalisierung führt zu einem tief greifenden Wandel in allen Lebensbereichen, der auch als Modernisierungsprozess begriffen werden kann. Die hierbei auftretenden Kämpfe bringen eine Neuordnung in Europa, die Altgläubige und Protestanten als gleichberechtigte Religionsgemeinschaften anerkennt. Die absolute Vormachtstellung des katholischen Spanien wird schrittweise zurückgedrängt.
Zumindest im Heiligen Römischen Reich Deutscher Nation entsteht ein neuer Typus von Staat. Der Territorialstaat mit einem Territorialherrn unterscheidet sich von den mittelalterlichen Gebilden dadurch, dass der Grundherr sich ausschließlich als Lehnsherr oder Vasall des Monarchen sah, während der Territorialherr als ein Souverän seines Landes auftritt.
Die prägende Staatsform der Frühen Neuzeit ist der Absolutismus. Mit ihm geht eine neue Wirtschaftsform, der Merkantilismus, einher. Dabei wandelt sich das Selbstverständnis des Monarchen gegenüber seinen Untertanen. Der „Sonnenkönig“ Ludwig XIV. von Frankreich vertritt die Ansicht: „L’État, c’est moi“, zu Deutsch: „Der Staat bin ich“. König Friedrich II. von Preußen als Vertreter des „aufgeklärten Absolutismus“ versteht sich hingegen als „oberster Diener des Staates“.
In die Frühe Neuzeit (und nicht etwa ins Mittelalter) fällt auch die große Hexenverfolgung. Nach Forschungen von Heide Wunder, aus denen das Konzept des „Arbeitspaares“ hervorgeht, standen in der Frühen Neuzeit die Arbeitswelten von Frau und Mann in der Ehe gleichberechtigt nebeneinander und ergänzten sich gegenseitig. Erst mit dem Entstehen der bürgerlichen Welt begann die Abwertung der häuslichen und Frauenarbeit.
Zum Ende dieser Epoche kommen Prozesse der Demokratisierung der Gesellschaft zum Durchbruch. Das äußert sich am markantesten im Nordamerikanischen Unabhängigkeitskrieg und anfangs auch in der Französischen Revolution, die zunächst beide zu republikanischen Neuordnungen der Gesellschaft führen. Während der Adel in Frankreich seine gesellschaftlichen Privilegien verliert, wird eine demokratische Verfassung zur schriftlich fixierten Grundlage der Rechtsordnung in den Vereinigten Staaten.

### Wirtschaftliche Entwicklung

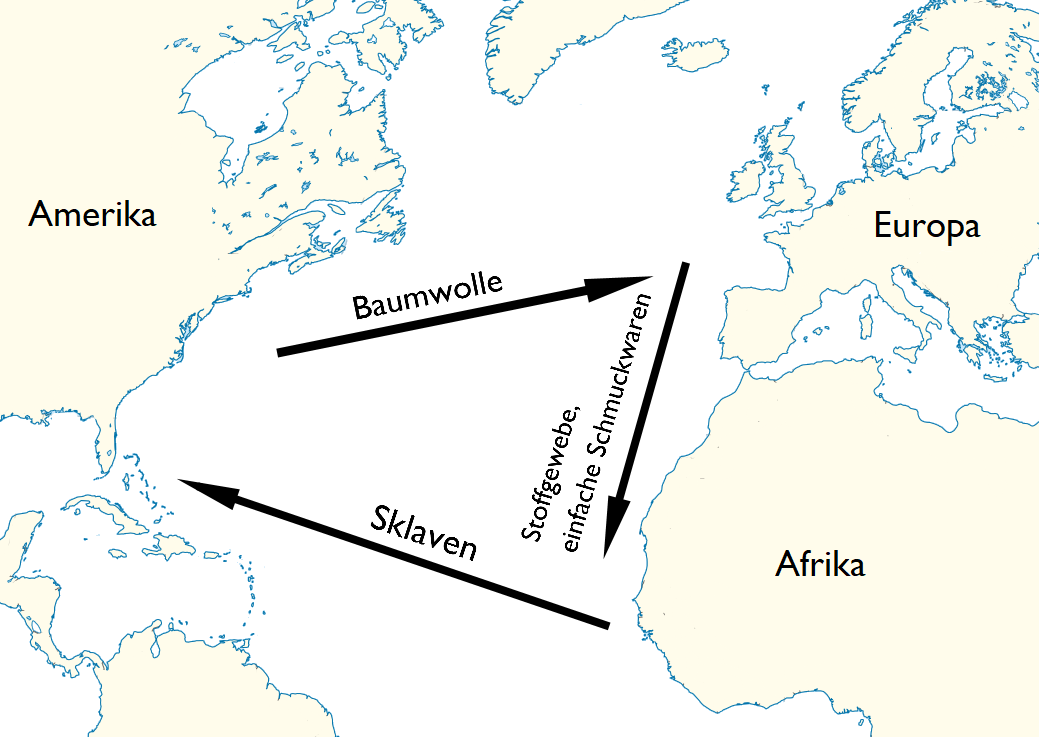
Der atlantische Dreieckshandel

Aus wirtschaftlicher Perspektive markierte das Zeitalter der Revolution das Ende des Feudalismus, einer Wirtschaftsform, die auf dem Grundbesitz, besser gesagt der Grundherrschaft des Grundherrn als Lehnsherr oder Vasall des Monarchen und deren Besitz leibeigener Bauern beruhte. Weiterhin bedeutet es das Ende des bisherigen Zunft- und Ständewesens in den mittelalterlichen Städten. Die Expansion durch eine verstärkte Seefahrt und der damit verbundenen Entdeckungen führte zu neuen wirtschaftlichen Strukturen im Welthandel (siehe auch Indienhandel und Chinahandel). Es wurde ersetzt von einem aufkeimenden Kolonialismus und Überseehandel durch die Großmächte Spanien, Portugal, Niederlande, England und Frankreich und die Entwicklung der Manufaktur. Diese Entwicklungen legten das Fundament für Industrialisierung und Kapitalismus. Auch der Silberbergbau hatte eine tiefgreifende Veränderung erfahren. Die Entdeckungen der Silbervorkommen in der „Neuen Welt“ hatten zum Rückgang der traditionellen Zinn- und Silberförderung im sächsisch-böhmischen Erzgebirge bis zum schließlichen Abbruch dieser Förderung geführt. Der Absolutismus brachte eine neue Wirtschaftsform, die des Merkantilismus mit sich. Der auf dem Handel basierende Kapitalgewinn gibt diesem System seinen Namen, weil der absolutistische Staat in seinen Außenbeziehungen nach kaufmännischen Gesichtspunkten verfuhr. Es gibt hierfür auch die Bezeichnung Frühkapitalismus.
Eine wesentliche Veränderung hinsichtlich der Industrialisierung brachte die Erfindung der ersten voll funktionsfähigen Dampfmaschine durch James Watt im 18. Jahrhundert mit sich. Dem gingen die Dampfmaschinenkonstruktionen voraus, die bei weitem weniger effizient waren als zum Beispiel die von Thomas Newcomen. Diese führte nicht nur zu einer Revolutionierung nahezu der gesamten Produktionsverhältnisse, insbesondere in der Eisenindustrie, sondern auch der Verkehrsinfrastruktur durch die Einführung der Eisenbahn durch George Stephenson, deren Beginn in England in das Jahr 1825 fällt. Dem gingen allerdings auch Versuche der Konstruktion einer Dampflokomotive durch Richard Trevithick im Jahre 1804 voran, die allerdings nicht an Mängeln der Lokomotiventechnologie, sondern an dem Schienenmaterial scheiterten. In gewisser Weise läutet die Erfindung der Eisenbahn das Ende der Frühen Neuzeit ein.

### Wissenschaft

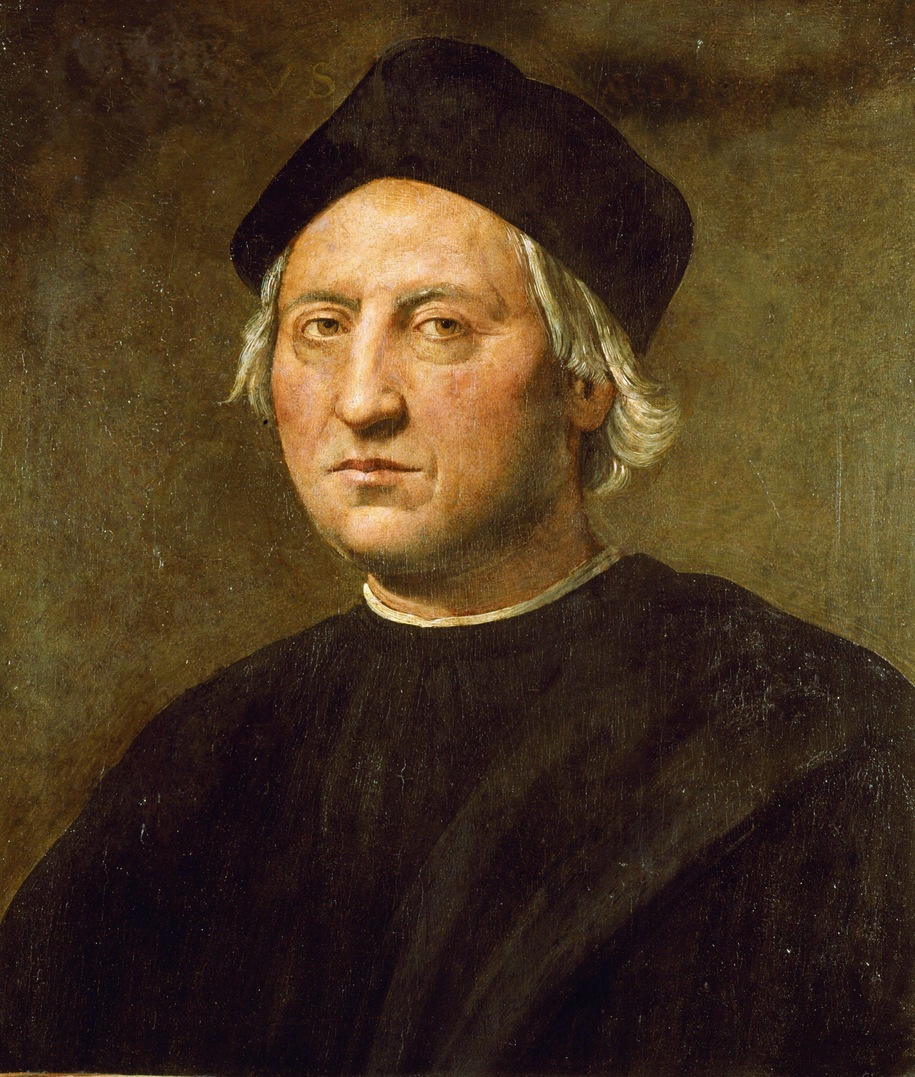
Die „Entdeckung“ Amerikas durch Christoph Kolumbus gilt als eine der einflussreichsten Ereignisse im Übergang zwischen Mittelalter und Neuzeit.

Neben diesen Entwicklungen in der allgemeinen Politik markieren die Fortschritte in der Wissenschaft unzweifelhaft einen wesentlichen Unterschied zu den vorangehenden Epochen und geben somit der Epoche ihr charakteristisches Profil.
Die Entdeckungen der spanischen und portugiesischen Seefahrer Christoph Kolumbus, Amerigo Vespucci, der dem Kontinent Amerika seinen Namen gab, Ferdinand Magellan, Vasco da Gama oder Bartolomeu Diaz erweiterten das seit der Antike bestehende europäische Weltbild, das (von einzelnen, kaum rezipierten Exkursionen wie denen der Wikinger in Amerika abgesehen) lediglich Europa, Afrika nördlich der Sahara und Teile Asiens umfasste. Die Folge war ein Aufschwung in der Kartografie, unter anderen durch Martin Behaim, der schon 1492 den ersten Erdglobus geschaffen hatte (natürlich noch ohne Amerika), und Gerhard Mercator. Nach ihm benannt wurde auch die Mercator-Projektion, eine winkeltreue Kartenprojektion.
Die Neuentdeckungen legten den Grundstein für den Aufbau des spanischen und portugiesischen Weltreiches und nach deren Niedergang im Laufe des 17. Jahrhunderts den für den Aufbau des englischen, niederländischen und französischen Kolonialsystems. Auch die Weltreisen von James Cook dürfen hier genannt werden. Auch sie haben uns wesentliche Aufschlüsse über die Beschaffenheit der Erde gegeben. Zu Cooks Ehre gereicht es auch einen Weg gefunden zu haben, um einer damals gefürchteten Seefahrerkrankheit, dem Skorbut, wirksam zu begegnen.
In dieses Zeitalter, welches auch Zeitalter der Entdeckungen genannt wird, gehören die Astronomen Tycho Brahe, Nikolaus Kopernikus und Johannes Kepler, Galileo Galilei und Isaac Newton. Sie sorgten dafür, dass das geozentrische Weltbild oder Ptolemäische Weltbild durch ein heliozentrisches Weltbild abgelöst wurde. Dieses System wurde letzten Endes auch durch Newtons Gravitationstheorie abgestützt.
Die Entwicklung der Pendeluhr ab dem Jahr 1657 durch Christiaan Huygens bedeutete einen gewaltigen Fortschritt. Waren mechanische Uhren bis dahin eher seltene, teure Spielzeuge oder Kabinettstücke mit beschränktem Nutzen, gab es nun beinahe plötzlich die Möglichkeit, die Zeit mit einer Abweichung von nur wenigen Sekunden pro Tag zu messen, unabhängig von Sonnenlicht oder Sternen. Astronomen und Geodäten erkannten sofort den enormen Nutzen der Erfindung, da mithilfe einer präzisen Uhr der Längengrad ermittelt werden kann. Das Resultat war eine enorme Genauigkeitssteigerung der Landkarten. Ein Jahrhundert später war auch die tragbare Uhr, im Wesentlichen durch die Arbeit John Harrisons, zur Längengradbestimmung brauchbar, was die Vormachtstellung Englands zur See gefestigt hat.
Auch die Medizin macht in dieser Zeit große Fortschritte. Zu den wichtigsten Vertretern gehörten zu ihrer Zeit Paracelsus, einem Vorläufer der Pharmazie bzw. Bartolomeo Eustachi, einer der Mitbegründer der Wissenschaft der Anatomie.

### Philosophie
Zu den bedeutendsten Philosophen des 16. und 17. Jahrhunderts zählen Spinoza, Michel de Montaigne, René Descartes, John Locke, Francis Bacon und Thomas Hobbes. In das 17. und 18. Jahrhundert fällt die Aufklärung, der sowohl individuelle als auch gesellschaftliche geistige Emanzipationsprozess, der sich gegen eine allein auf dem Glauben an Autoritäten beruhende Denkweise wandte. Je nachdem, auf welchen Aspekt dieses Prozesses man den Schwerpunkt der Betrachtung legt, liegt das Zentrum der Aufklärung im 17. Jahrhundert (Vernunft) oder im 18. Jahrhundert (Enzyklopädie, bürgerliche Emanzipation). Diese Periode bereitete letzten Endes die Revolution in Amerika und Frankreich vor. Entscheidend hierfür wird das aufklärerisch geprägte Menschenbild, das in der Losung der Französischen Revolution seinen prägnantesten Ausdruck findet: Freiheit, Gleichheit, Brüderlichkeit. Hinsichtlich der Frühaufklärung denkt man zunächst an Denis Diderot und Voltaire, Montesquieu, Jean-Baptiste le Rond d’Alembert oder Jean-Jacques Rousseau und damit eher an die Moralisten. Auch die Lehre vom Gesellschaftsvertrag von Rousseau ist eine Frucht dieser Philosophie. Schon hier beginnt sich Kritik am Absolutismus zu formieren. Auch denkt man sicher an die Vernunftphilosophie von Immanuel Kant. Die ersten, die eine Geschichtsphilosophie entwickeln, sind die Vertreter des deutschen Idealismus Johann Gottfried Herder und Friedrich Wilhelm Joseph Schelling. Ein weiterer wichtiger Vertreter des deutschen Idealismus ist Johann Gottlieb Fichte. Auch Fichte veröffentlicht zur Lehre vom Gesellschaftsvertrag. Unverkennbar ist Rousseau hierfür Vorbild, dessen Philosophie auf der Volkssouveränität und dem Naturrecht beruht. Fichte und Schelling vertreten auch eine Naturphilosophie. Nicht zu vergessen ist hierbei auch Georg Wilhelm Friedrich Hegel. Dieser ist mit seiner Geschichtsphilosophie ebenfalls einer der Wegweiser des 19. Jahrhunderts. Im 18. Jahrhundert existierte auch eine philosophische Ausrichtung zu einem Rationalismus, der besonders der englischen Nationalökonomie verpflichtet ist. Zu diesen Vertretern zählt David Hume, auf dem nicht wenig die Philosophie von Immanuel Kant beruht. Auch Adam Smith zählt als Begründer der Nationalökonomie zu dieser Gruppe.
Im 18. Jahrhundert untersuchte Johann Joachim Winckelmann erstmals wissenschaftlich fundiert die Geschichte der Kunst des griechischen Altertums. Auf ihn geht letztendlich die gesamte moderne Klassische Altertumswissenschaft zurück. Auch für das Menschenbild dieser Zeit, die auch mit dem Stichwort „Neuhumanismus“ umschrieben werden kann, ist Winckelmann von Bedeutung. Es ist nicht von ungefähr an den sogenannten Laokoonstreit zwischen Johann Gottfried Herder und Gotthold Ephraim Lessing zu denken.
In Ostasien war die Frühe Neuzeit geprägt durch erste Kontakte mit dem Westen, wenn wir von den früheren Reisen des berühmten Venetianers Marco Polo einmal absehen, deren Authentizität bis heute nicht völlig geklärt ist, einen Niedergang des Buddhismus und ein Wiedererstarken des Konfuzianismus.

### Kunst

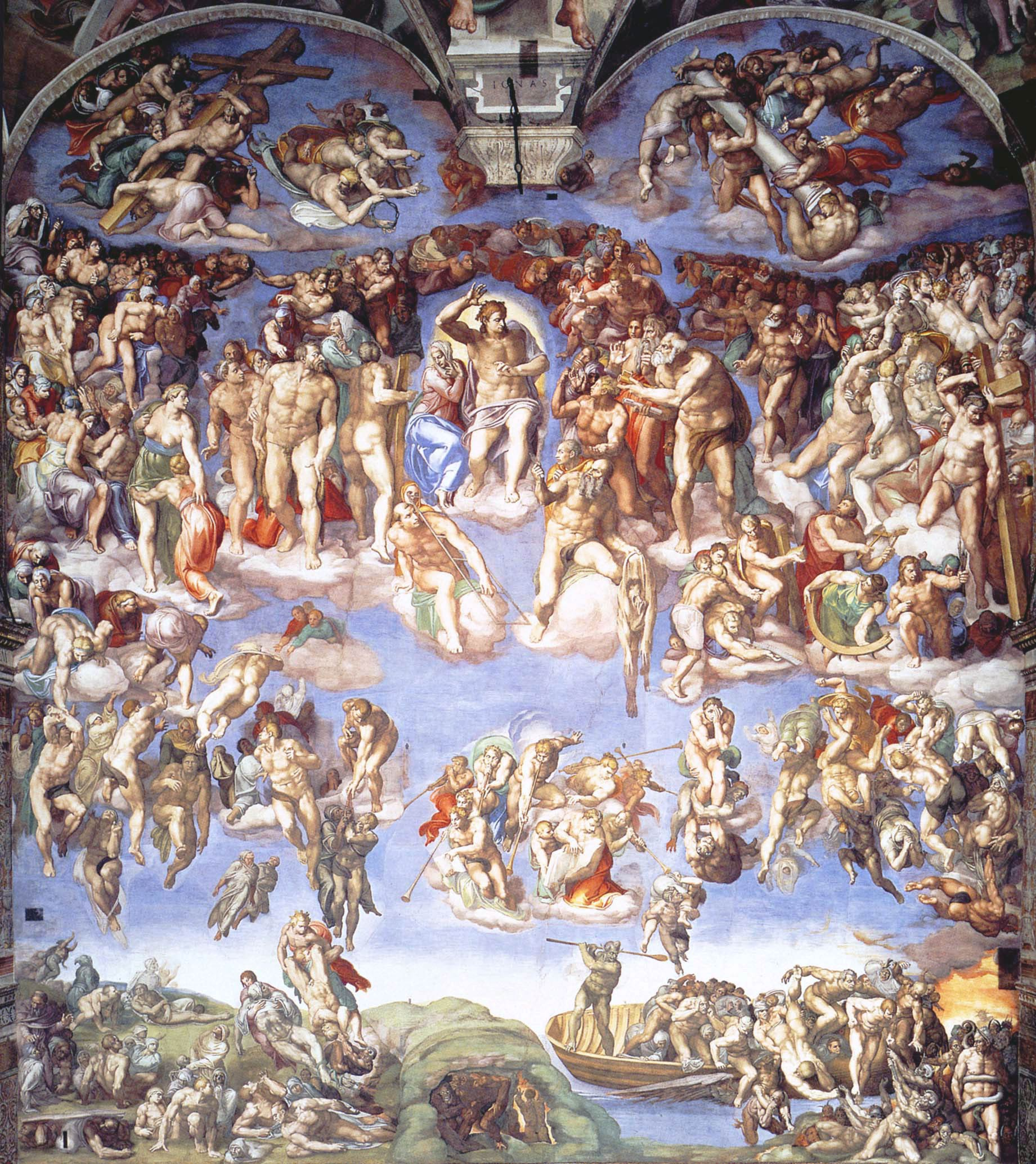
Das Jüngste Gericht von Michelangelo in der Sixtinischen Kapelle

In der Kunst spiegeln sich Zeitgeschmack, Menschenbild und allgemeine Charakteristika einer Gesellschaft und so das dementsprechende Gesellschaftsverständnis einer bestimmten Zeit.
Die vorherrschenden Kunststile dieser Epoche vornehmlich in Europa sind Renaissance und später Manierismus, Barock und Rokoko. Diese sind im Wesentlichen in allen Kunstgattungen vertreten. Zu den bedeutendsten Künstlern der Renaissance zählen Sandro Botticelli, Leonardo da Vinci, der durch genaues Beobachten naturwissenschaftlich arbeitete, Michelangelo, Tizian, der mehrfach Kaiser Karl V. porträtierte, und Albrecht Dürer. Für den Barock stehen beispielhaft Peter Paul Rubens und Rembrandt.
Nebst den Kunststilen dieser Epoche prägte sich in dieser Zeit verstärkt auch ein gewinnorientierter Kunstbetrieb aus. So hatte zum Beispiel Lucas Cranach der Ältere eine florierende Werkstatt, in der rund 5000 Gemälde entstanden. Es gab Werkstätten, die vorrangig Auftragsarbeiten für Fürstenhöfe oder kirchliche Institutionen ausführten, und solche, die auf private Auftraggeber angewiesen waren.
Auch in dieser Zeit gab es eine außereuropäische Kunst. Dazu zählt die Kunst der indianischen Hochkulturen, die erst mit der Landung von Hernán Cortés und Francisco Pizarro unterging. Einige bedeutende Reste davon sind noch vorhanden. Das betrifft besonders die Kunst und Kultur der Inka, der Maya und der Azteken.

### Musik

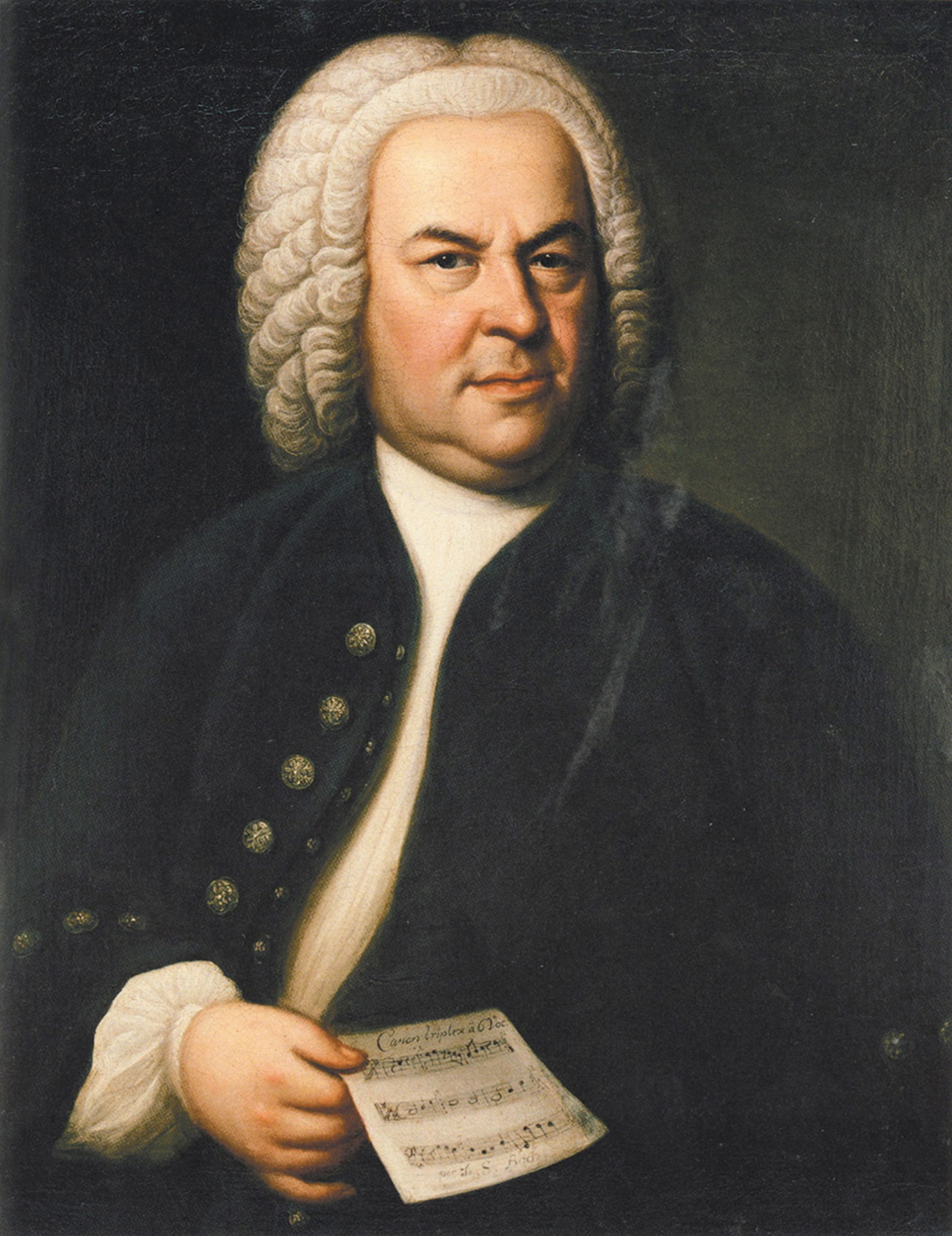
Johann Sebastian Bach, Gemälde von Elias Gottlob Haußmann, 1748

Da die Musik eine Kunstgattung ist, trifft hinsichtlich der Auffassungen zum Menschenbild und dem der Gesellschaft dasselbe zu, was zur Kunst und Literatur bereits gesagt ist.
Aus der Reformationszeit sind Kirchenlieder, die unter anderem Martin Luther selbst geschrieben hat, und die zugehörigen Noten erhalten geblieben. Zu den bekanntesten Komponisten des Barock zählen Heinrich Schütz, Johann Sebastian Bach und Georg Friedrich Händel.
Gerade für die gesellschaftliche Kultur an den Höfen zur Zeit der Aufklärung ist die Musik ein wichtiger Bestandteil. Von Kaiser Leopold II. und König Friedrich II. von Preußen ist bekannt, dass sie selbst musizierten und zum Teil auch komponierten. In diesem Zusammenhang zu erwähnen sind höfische Gesellschaftstänze, für die entsprechende Musikstücke wie das Menuett komponiert wurden. Gesellschaftstänze insgesamt gibt es seit dem 14. Jahrhundert.
Bekannte Musikinstrumente dieser Zeit sind unter anderem Cembalo, Virginal und Spinett, Violine und Querflöte. Zu den berühmten Musikinstrumentenbauern dieser Zeit gehören die Geigenbauer Nicola Amati und Antonio Stradivari sowie der Orgelbauer Gottfried Silbermann.

### Mentalität

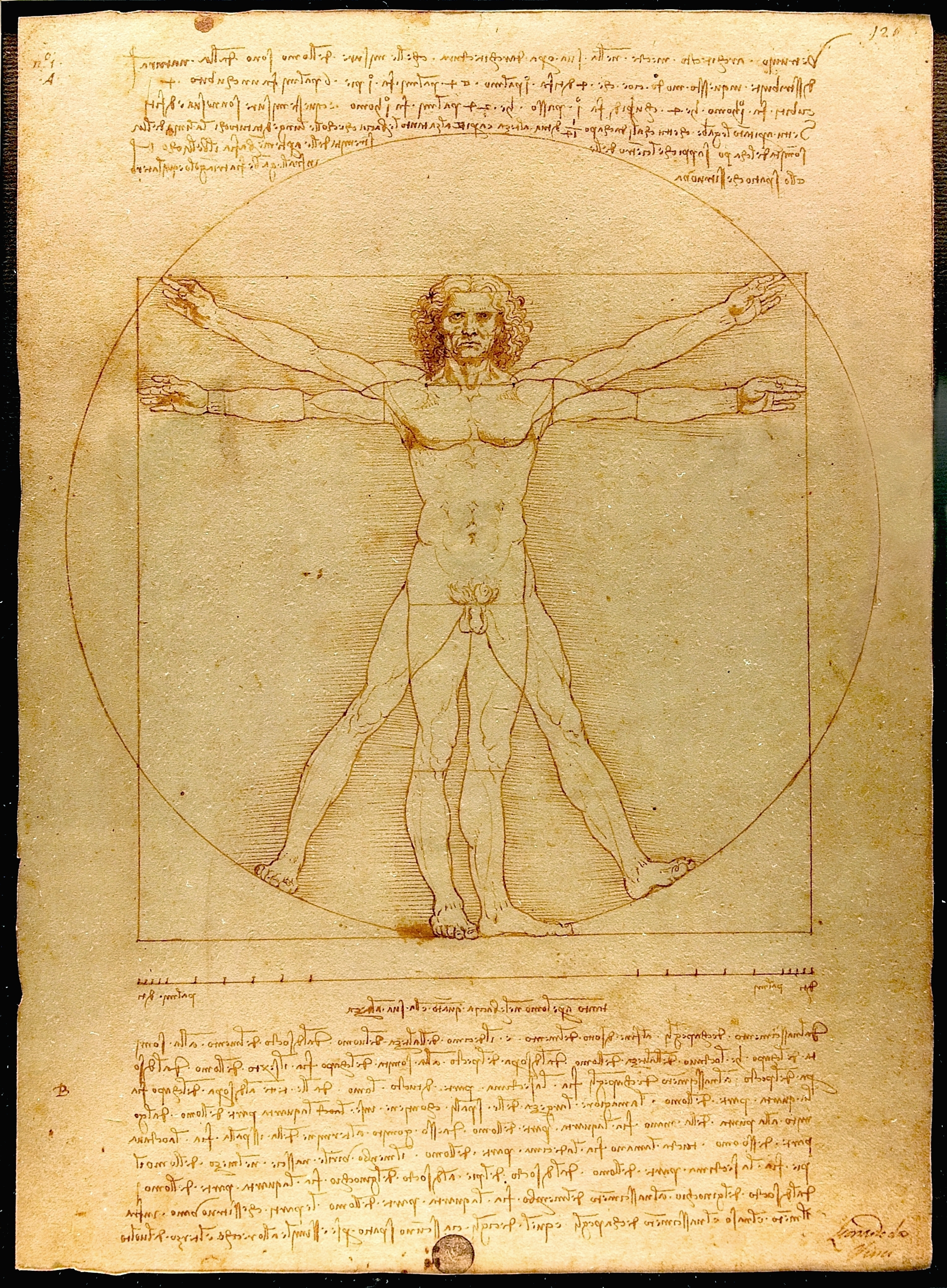
Darstellung des Vitruvianischen Menschen, Leonardo da Vinci (1492)

Das Leben des Einzelmenschen in der Frühen Neuzeit war viel stärker als in der Gegenwart eingebettet in ein umfassendes Kollektiv, das sein Handeln und seine Identität maßgeblich bestimmte. Dieses Kollektiv war zusammengesetzt aus der direkten Verwandtschaft, der Hausgemeinschaft, Nachbarn, der Dorfgemeinschaft, Freunden und Handwerksvereinigungen. Das Individuum bestand nur im Kontext mit diesen Einflussgrößen, das Überleben in schweren Zeiten war nur durch die pragmatische Verbindung mit anderen möglich. So ist Solidarität bzw. Geselligkeit das grundlegende Prinzip frühneuzeitlicher Lebensformen. Die wichtigen engen Kontakte und das Zusammenleben verliefen nicht kontinuierlich harmonisch und daher bildeten sich genaue Umgangsregeln, die das weitgehende Funktionieren der Gemeinschaft gewährleisten sollten. Die Missachtung dieser Regeln führte zu Sanktion und Ausgrenzung. Der Integriertheit in die Gemeinschaft sowie dem Ansehen und der Position, die man einnahm, lag der Begriff der Ehre zugrunde. In kaum einer anderen Gesellschaft spielte diese eine so große Rolle wie in der Frühen Neuzeit. Ziel jeglichen Handelns war es, diesem Ideal gerecht zu werden und ein ehrenvolles Leben zu führen. Dieses Ansinnen besaß einen höheren Stellenwert als die Anhäufung von Vermögen, Macht oder das Überleben allein. Ehrenhaftigkeit war ein Maßstab, der sich in zahlreichen Facetten des Lebens und Alltags in der Frühen Neuzeit widerspiegelt, aber explizit nur in Konfliktsituationen hervortrat und Solidarität und Ausgrenzung schuf. Wer sich ehrenwidrig verhielt, wurde sanktioniert und auch von der Gemeinschaft ausgeschlossen.
Ehre variierte abhängig von ständischem Recht und Ethos. Jeder Stand hatte seine eigene Ehre. Die soziale Ehre sicherte den Stand des Einzelnen und schützte ihn gegen Angriffe; außerhalb eines Standes gab es weder Recht noch Ehre. Neben dieser Gruppenehre gab es eine persönliche Ehre. Besonders stark ausgeprägt war das Ehrgefühl und das Ehrverständnis beim Adel und Handwerk.
Ehre war ein Mittel zur sozialen Absicherung und Abschottung nach unten und der Herstellung von Solidarität. Im Verlauf des 17. und 18. Jahrhunderts erfolgten zwei Einschnitte, die die Legitimität der ständischen Ehre in Frage stellten. Zum einen wurde für die höfische Ehre die Stellung des Adeligen zum Hof maßgebend, nicht mehr allein sein Stand, zum anderen kam in der Aufklärung die Idee der inneren Ehre, der Tugendhaftigkeit, ins Spiel.
Ehre musste kontinuierlich aufrechterhalten werden und konnte jederzeit direkt oder indirekt verloren gehen. Streitereien um die Ehre bildeten die Mehrzahl der Konflikte in der städtischen und ländlichen Gesellschaft. In diesem Zusammenhang sind die zahlreichen Raufhändel in der Frühen Neuzeit zu erwähnen, in denen es um den Schutz oder die Wiedererlangung von Ehre ging. Ob man sich um Besitz oder Rechte stritt – immer ging es um die Ehre. Auch wer den sozialen Unterschichten angehörte, achtete nicht weniger als ein Adeliger auf den Erhalt seiner Ehre, zumal das Kapital an Ehre möglicherweise der einzige Besitz war. Beschimpfungen waren in der Frühen Neuzeit keine Nebensächlichkeiten, sondern waren fast existenzieller Natur. Sie beschädigten die beschimpfte Person und konnten die individuelle Situation des Beschimpften deutlich negativ beeinflussen. Auf Beleidigungen musste deshalb reagiert werden, um dem Angriff auf die Ehre standzuhalten und seine Ehre zu verteidigen. Manchmal wurden scharfe Blicke als Angriff auf die Ehre empfunden und das Schnipsen mit den Fingern vor dem Gesicht des Gegners konnte eine Schlägerei auslösen.
Diese wichtige Rolle, die der Ehre zukam, schuf das Phänomen der Unehrlichkeit. Unter Unehrlichkeit ist in diesem Zusammenhang keine moralische Kategorie, sondern eine rechtliche Zurücksetzung bestimmter Berufe, verbunden mit sozialer Distanzierung und Verachtung, zu verstehen. Ehrlose Leute waren nicht vollkommen rechtlos, aber sie hatten wenig Chancen das Bürgerrecht zu erlangen und in die ständisch-bürgerliche Ehre einer Stadt integriert zu werden. Einzelne Tätigkeiten, Berufe und Stände wurden als unehrlich stigmatisiert, im Allgemeinen aus dem Bestreben der Handwerker, ihr Handwerk mit ehrbarer Arbeit und untadeligem Verhalten von vermeintlich unredlichen, unsauberen und unehrlichen Elementen rein zu halten. Als ehrlos betrachtet wurden zunächst alle unehelich geborenen Menschen. Des Weiteren wurden alle ausgegrenzt, die von „Wenden“, Juden oder „Zigeunern“ abstammten. Daneben wurde die gesamte Gruppe der „fahrenden Leute“ als unehrlich angesehen: Bettler, Spielleute, Schausteller, Kleinhändler und Hausierer. Diese Personengruppen wurden vom ehrlichen Handwerk sowie vom Eintritt in eine Gilde oder Zunft ausgeschlossen. Die Zahl der „fahrenden Leute“ war im 16. Jahrhundert beträchtlich. Daneben gab es auch Menschen, die durch unehrliches Verhalten ihren Ruf verloren haben und ausgegrenzt wurden. Es gab überdies viele unehrliche Berufe; hierzu zählten u. a. der Barbier, Schäfer, Müller, Zöllner, Pfeifer, Bader, Scharfrichter und Abdecker, denen aus verschiedenen Gründen die Ehrenhaftigkeit abgesprochen wurde.

### Leibesübungen und Sport
Leibesübungen wurden wie in der Antike in der gesamten Breite der Verwertungszusammenhänge praktiziert und erkundet. Das moderne Denken zeigte sich in der Ausformulierung des Regelwerks, in der Anwendung der Naturwissenschaften und der Mathematik (vor allem der Geometrie) auf den Sport. Leibesübungen wurden zum Zwecke der Gesundheit, des Kriegshandwerks, der Selbstverteidigung oder einfach als Wettkampfsport betrieben. Das sich wandelnde Körperverständnis zeigte sich auch im Tanz und weiteren Körperpraktiken. Die Grundlagen der medizinischen Gymnastik wurden in dieser Zeit gelegt und entwickelten sich weiter zur Physiotherapie.